# Pāndyan Tīvu
Pāndyan Tīvu är en ö i Indien.   Den ligger i delstaten Tamil Nadu, i den södra delen av landet, 2 200 km söder om huvudstaden New Delhi.